# Europa musulmana

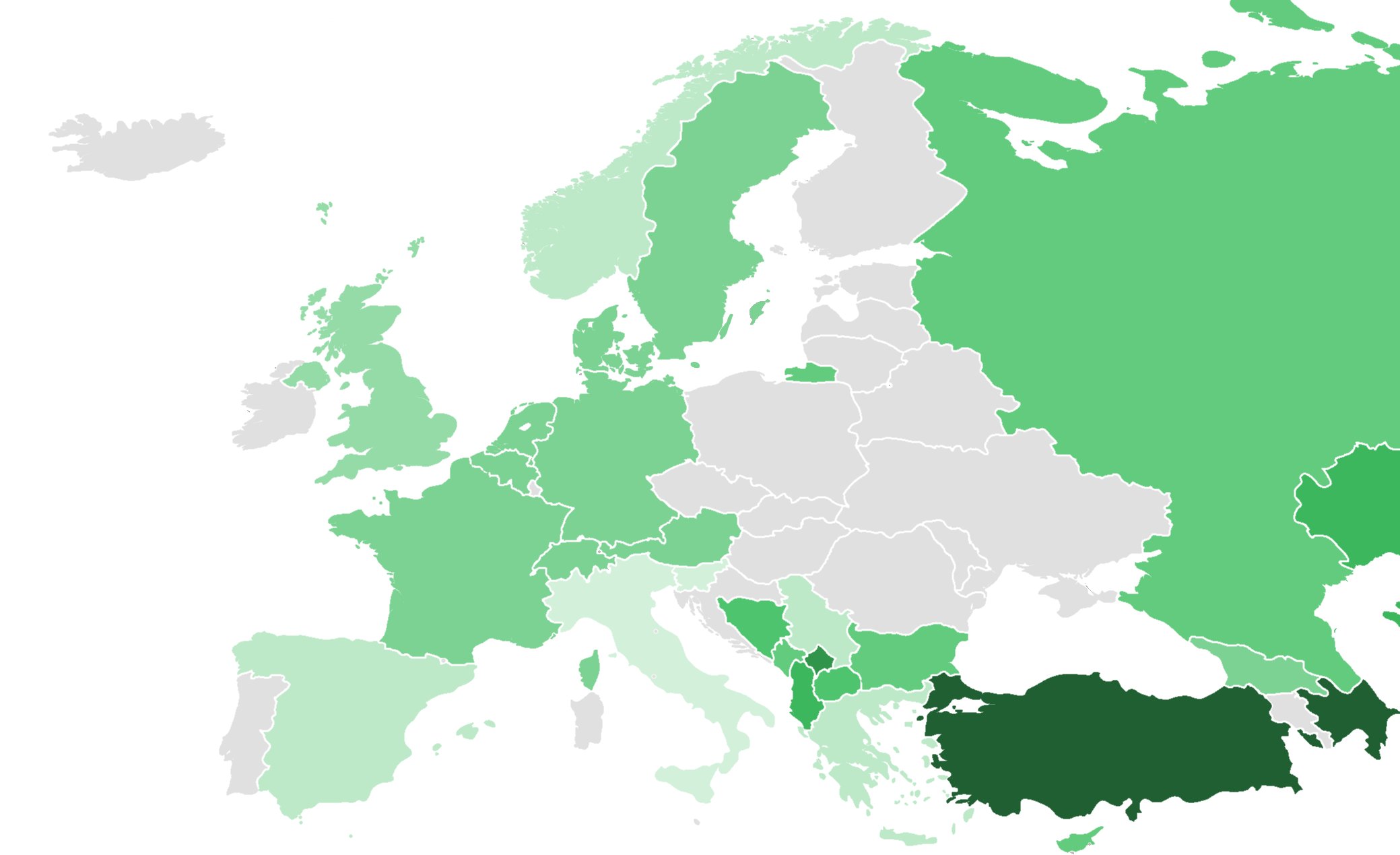
El islam en Europa por países:
1% (Bielorrusia, República Checa, Estonia, Finlandia, Hungría, Islandia, Irlanda, Letonia, Lituania, Moldavia, Polonia, Portugal, Rumania, Croacia, Eslovaquia, Ucrania)
1%–3% (Italia, Eslovenia)
3%–4% (Grecia, Noruega, Serbia, España)
4%–5% (Reino Unido)
5%–10% (Austria, Bélgica, Dinamarca, Francia, Alemania, Países Bajos, Suecia, Suiza)
10%–20% (Bulgaria, Chipre, Chipre del Norte, Montenegro, Rusia)
20%–60% (Bosnia-Herzegovina, Macedonia del Norte)
60%–80% (Albania)
80%–95%
<95% (Turquía, Kosovo)

El término Europa musulmana se utiliza para los países predominantemente musulmanes de Europa, incluidos Turquía, Albania, Azerbaiyán y Bosnia y Herzegovina, además de Kosovo, todos de mayoría musulmana; también se usa para la comunidad musulmana en Europa. El Islam ha tenido un bastión histórico en los Balcanes desde las guerras otomanas en Europa.

### División religiosa
- Islam en Turquía, 97,8% (encuesta de 2007).[2]
- Islam en Kosovo, 95,6% (censo de 2011).[3]
- Islam en Albania, 58,79% (censo de 2011).[4]
- Islam en Bosnia y Herzegovina, 50,7% (censo de 2013).[5]

Hay una gran diáspora musulmana en Europa. El número de musulmanes en los países europeos se estima en 44 millones, o el 6% de la población total.